# ふ〜ふ生活
『ふ〜ふ生活』（ふ〜ふせいかつ）は、原作：西ゆうじ、作画：はしもとみつおによる日本の漫画作品。『ビッグコミックスペリオール』（小学館）にて1988年から1991年まで連載された。1996年にテレビドラマ化された。

## あらすじ
主人公の山本潔は、25歳の時に同じ年齢の女性・瞳と10年の交際を経て恋愛結婚をした。瞳とは高校時代にペンフレンドとして知り合い、潔が大学入学を機に上京してから本格的に交際を始めたのだった。新婚となっても互いに愛し合っていたが、離婚することになる。再婚することになるも、瞳が大阪に単身赴任となる。瞳に隠し子がいるのではないかと潔が疑念を抱いたり、潔が行方不明になったり、潔が子供を望む瞳への対応を誤ったりとトラブルが起きるも、円満に解決するのであった。

## 登場人物
山本 潔（やまもと きよし）
主人公。困った時には笑う。会社員だったが、ぬいぐるみ販売会社の社長になる。
山本 瞳（やまもと ひとみ）
潔の妻。名門のお嬢様学校の大学を卒業後、映画会社の宣伝部に勤めている。
鈴木 望（すずき のぞみ）
瞳の妹。通称はのんちゃん。
奈可子（なかこ）
潔の同僚。潔に好意があったが、梶村の妻になる。
ルミ子（ルミこ）
瞳の後輩。
梶村（かじむら）
瞳の同僚。

## 書誌情報
- 原作：西ゆうじ、作画：はしもとみつお『ふ〜ふ生活』小学館〈ビッグコミックス〉、全6巻
  1. 1989年7月29日発売[2]、ISBN 4-09-182021-2
  2. 1989年12月19日発売[3]、ISBN 4-09-182022-0
  3. 1990年7月30日発売[4]、ISBN 4-09-182023-9
  4. 1990年12月19日発売[5]、ISBN 4-09-182024-7
  5. 1991年5月30日発売[6]、ISBN 4-09-182025-5
  6. 1991年8月30日発売[7]、ISBN 4-09-182026-3

## テレビドラマ
1996年6月3日から8月2日に、中部日本放送（CBC）制作、TBS系列の「ドラマ30」枠でテレビドラマ化された。

### キャスト[8][9]
- 瞳:石野陽子（現:いしのようこ）

出版社勤務。大学時代の友人である潔と結婚するが、様々な問題に直面する。
- 潔:田口浩正

瞳の夫。優しい性格だが、少々頼りない面がある。実家は米穀店。
- 三津子:朝丘雪路

瞳の母。
- 下川辰平
- 正司照枝

潔の母。米穀店を営んでいる。
- 新井紀人（荒井紀人）
- 筒井真理子
- 山本耕一
- 萩原ひとみ
- 山本年元
- 椎名ルミ
- 芦田由夏

### スタッフ
- 脚本 - 関根俊夫[8][9]、高橋留美[9]
- プロデューサー - 冨永晃一、安東多紀、黒沢淳[9]
- ディレクター - 館治佳、坪田哲也、大室清、黒沢淳[9]
- 制作 - 中部日本放送・テレパック[8][9]

### 主題歌
- 『愛しい人よ』

作詞・歌：宇都美慶子、作曲：羽場仁志、編曲：山川恵津子（ポリドール・レコード）
| MBS・CBC（TBS系） 平日13時台後半（ドラマ30枠） | MBS・CBC（TBS系） 平日13時台後半（ドラマ30枠） | MBS・CBC（TBS系） 平日13時台後半（ドラマ30枠） |
| 前番組                                         | 番組名                                         | 次番組                                         |
| ---------------------------------------------- | ---------------------------------------------- | ---------------------------------------------- |
| もう大人なんだから! （1996.4 - 1996.5）        | ふ〜ふ生活 （1996.6.3 - 1996.8.2）             | 命つないで （1996.8.05 - 1996.09.27）          |